# یانگرا
یانگرا (گانش اول) بلندترین قله گانش هیمال است که زیرشاخه رشته کوه هیمالیا است. اگرچه یک قله ۸۰۰۰ متری نیست و کمتر بازدید شده‌است، اما از سخره‌های عمودی بزرگی بر روی دره‌های مجاور برخوردار است.
یانگرا در مرز بین نپال و تبت قرار دارد.